# То Кьон Тон
То Кьон Тон (19 серпня 1999 , Тегу ) — південнокорейський фехтувальник на шаблях, олімпійський чемпіон 2024 року.

## Виступи на Олімпіадах
| Олімпіада  | Дисципліна     | Місце |
| ---------- | -------------- | ----- |
| Париж 2024 | командна шабля | 1     |